# Belarussische Leichtathletik-Meisterschaften 2020
Die Belarussischen Leichtathletik-Meisterschaften wurden vom 30. Juli bis zum 2. August 2020 im Dinamo-Stadion in der Hauptstadt Minsk ausgetragen.

## Medaillengewinner

### Männer
| Disziplin          | Gold                                                            | Leistung     | Silber                                                             | Leistung     | Bronze                                                           | Leistung     |
| ------------------ | --------------------------------------------------------------- | ------------ | ------------------------------------------------------------------ | ------------ | ---------------------------------------------------------------- | ------------ |
| 100 m              | Juryj Sabalotny                                                 | 10,32 s      | Maksim Hrabarenka                                                  | 10,69 s      | Denis Blisnez                                                    | 10,76 s      |
| 200 m              | Sjarhej Pustabajeu                                              | 21,58 s      | Maksim Bohdan                                                      | 21,63 s      | Maksim Hrabarenka                                                | 21,69 s      |
| 400 m              | Aljaksandr Wassileuski                                          | 46,40 s      | Ihar Subko                                                         | 47,09 s      | Aljaksej Lasarau                                                 | 47,46 s      |
| 800 m              | Ilja Karnawuchau                                                | 1:48,79 min  | Sjarhej Karpau                                                     | 1:49,58 min  | Jan Sloma                                                        | 1:49,70 min  |
| 1500 m             | Ilja Karnawuchau                                                | 3:44,06 min  | Sjarhej Platonau                                                   | 3:44,78 min  | Arzjom Kalatschou                                                | 3:45,25 min  |
| 5000 m             | Wjatschaslau Skudny                                             | 14:09,01 min | Sjarhej Krautschenja                                               | 14:14,27 min | Sjarhej Platonau                                                 | 14:22,43 min |
| 10.000 m           | Sjarhej Krautschenja                                            | 29:20,86 min | Stepan Rohowzew                                                    | 29:24,21 min | Uladsislau Pramau                                                | 29:46,76 min |
| 110 m Hürden       | Wital Parachonka                                                | 13,72 s      | Wiktar Sinkawez                                                    | 14,37 s      | Iwan Chodatowitsch                                               | 14,45 s      |
| 400 m Hürden       | Jahor Chauratowitsch                                            | 51,59 s      | Kiryl Borys                                                        | 51,68 s      | Sjarhej Sjarkou                                                  | 52,69 s      |
| 3000 m Hindernis   | Wjatschaslau Skudny                                             | 8:42,98 min  | Dsmitryj Iwanenka                                                  | 8:47,78 min  | Uladsislau Pitin                                                 | 9:00,13 min  |
| 4 × 100 m Staffel  | Juryj Sabalotny Maksim Hrabarenka Dsjanis Blisnez Maksim Bohdan | 40,00 s      | Iwan Trofimowitsch Stepan Tschischankow Maksat Aschirow Paul Dyrda | 42,36 s      | Kirill Starowojtow Nikita Micheiko Kirill Mitko Anton Puschkarew | 42,54 s      |
| 10.000 m Bahngehen | Aljaksandr Ljachowitsch                                         | 39:41,07 min | Mikita Kaljada                                                     | 40:18,51 min | Anatolyj Homelew                                                 | 40:32,18 min |
| Hochsprung         | Maksim Nedassekau                                               | 2,30 m       | Ruslan Karatkewitsch                                               | 2,15 m       | Jahor Hyptor                                                     | 2,15 m       |
| Stabhochsprung     | Uladsislau Tschamarmasowitsch                                   | 5,20 m       | Dsmitryj Marfuschkin                                               | 5,00 m       | Aljaksandr Hramyka                                               | 4,80 m       |
| Weitsprung         | Uladsislau Bulachau                                             | 8,10 m       | Arzjom Huryn                                                       | 7,83 m       | Mikita Lapazenka                                                 | 7,67 m       |
| Dreisprung         | Maksim Neszjarenka                                              | 16,27 m      | Jahor Tschuiko                                                     | 15,89 m      | Arzjom Bandarenka                                                | 15,36 m      |
| Diskuswurf         | Wiktar Trus                                                     | 56,71 m      | Uladsislau Putschko                                                | 56,56 m      | Jauheni Bahuzki                                                  | 55,95 m      |
| Hammerwurf         | Pawel Barejscha                                                 | 76,23 m      | Nikolaj Baschan                                                    | 75,00 m      | Juryj Wassiltschanka                                             | 71,82 m      |
| Speerwurf          | Aljaksej Katkawez                                               | 86,05 m      | Waleryj Isotau                                                     | 75,88 m      | Pawel Mjaleschka                                                 | 71,64 m      |
| Zehnkampf          | Wital Schuk                                                     | 8202 Punkte  | Maksim Andralojz                                                   | 8100 Punkte  | Eduard Michan                                                    | 7829 Punkte  |

### Frauen
| Disziplin          | Gold                                                                                   | Leistung     | Silber                                                             | Leistung     | Bronze                                                                             | Leistung     |
| ------------------ | -------------------------------------------------------------------------------------- | ------------ | ------------------------------------------------------------------ | ------------ | ---------------------------------------------------------------------------------- | ------------ |
| 100 m              | Kryszina Zimanouskaja                                                                  | 11,51 s      | Kazjaryna Schywajewa                                               | 11,84 s      | Wiktoryja Sachartschuk                                                             | 12,05 s      |
| 200 m              | Kryszina Zimanouskaja                                                                  | 23,44 s      | Elwira Herman                                                      | 23,62 s      | Alina Lutschschawa                                                                 | 23,86 s      |
| 400 m              | Alina Lutschschawa                                                                     | 52,15 s      | Kryszina Muljartschyk                                              | 53,27 s      | Kazjaryna Haraschkewitsch                                                          | 53,76 s      |
| 800 m              | Darja Baryssewitsch                                                                    | 2:04,15 min  | Ilona Iwanowa                                                      | 2:05,26 min  | Nastassja Kazeika                                                                  | 2:06,36 min  |
| 1500 m             | Darja Baryssewitsch                                                                    | 4:28,45 min  | Ilona Iwanowa                                                      | 4:29,96 min  | Wiktoryja Kuschnir                                                                 | 4:32,23 min  |
| 5000 m             | Kazjaryna Karnjajenka                                                                  | 15:51,39 min | Swjatlana Kudselitsch                                              | 15:54,13 min | Nina Sawina                                                                        | 15:57,28 min |
| 10.000 m           | Nina Sawina                                                                            | 33:17,53 min | Swjatlana Kudselitsch                                              | 33:20,00 min | Kazjaryna Karnjajenka                                                              | 33:26,39 min |
| 100 m Hürden       | Elwira Herman                                                                          | 12,87 s      | Swjatlana Parachonko                                               | 13,25 s      | Ruslana Raschkawan                                                                 | 13,43 s      |
| 400 m Hürden       | Hanna Michajlawa                                                                       | 57,75 s      | Aljaksandra Chilmanowitsch                                         | 58,53 s      | Waljanzina Tschymbar                                                               | 59,96 s      |
| 3000 m Hindernis   | Tazzjana Schabanawa                                                                    | 10:19,76 min | Tazzjana Smirnowa                                                  | 11:17,20 min | Anna Krotowa                                                                       | 11:23,65 min |
| 4 × 100 m Staffel  | Minsk Wiktoryja Charowizkaja Asterja Limai Jekaterina Charaschkewitsch Julyja Kurizina | 48,07 s      | Minsk Julyja Hrabarenka Hanna Lawrowa Janina Luzenko Tatjana Denko | 48,24 s      | Hrodna Darja Nester Walentina Tschimbor Aljaksandra Chilmanowitsch Polina Kibarawa | 48,74 s      |
| 10.000 m Bahngehen | Anna Terljukewitsch                                                                    | 44:43,31 min | Darja Paluektawa                                                   | 45:21,21 min | Nastassja Rarowskaja                                                               | 45:50,50 min |
| Hochsprung         | Maryja Schodsik                                                                        | 1,83 m       | Hanna Haradskaja Jelisaweta Simanowitsch                           | 1,75 m       |                                                                                    |              |
| Stabhochsprung     | Iryna Schuk                                                                            | 4,72 m       | Kryszina Kanzawenka                                                | 4,40 m       | Anna Schpak                                                                        | 4,00 m       |
| Weitsprung         | Nastassja Mirontschyk-Iwanowa                                                          | 6,81 m       | Wijaleta Skwarzowa                                                 | 6,29 m       | Palina Slotnikawa                                                                  | 6,04 m       |
| Dreisprung         | Iryna Waskouskaja                                                                      | 14,24 m      | Wijaleta Skwarzowa                                                 | 14,16 m      | Aljaksandra Malofejewa                                                             | 13,16 m      |
| Diskuswurf         | Swjatlana Sjarowa                                                                      | 52,60 m      | Alena Sjaredsitsch                                                 | 52,59 m      | Alena Abramtschuk                                                                  | 51,42 m      |
| Hammerwurf         | Alena Sobalewa                                                                         | 69,61 m      | Hanna Malyschtschyk                                                | 68,92 m      | Nastassja Maslawa                                                                  | 67,22 m      |
| Speerwurf          | Tazzjana Chaladowitsch                                                                 | 66,85 m      | Wiktoryja Jarmakowa                                                | 57,67 m      | Karyna Butkewitsch                                                                 | 54,72 m      |
| Siebenkampf        | Dsijana Rabkowa                                                                        | 5937 Punkte  | Julyja Rout                                                        | 5707 Punkte  | Scharlota Paehlize                                                                 | 5427 Punkte  |

### Mixed
| Disziplin         | Gold                                                                       | Leistung    | Silber | Leistung | Bronze                                        | Leistung    |
| ----------------- | -------------------------------------------------------------------------- | ----------- | ------ | -------- | --------------------------------------------- | ----------- |
| 4 × 400 m Staffel | Aljaksandr Wassileuski Ihar Subko Alina Lutschschawa Kryszina Muljartschyk | 3:20,14 min |        |          | Sjarhej Pustabajeu Aljaksandra Chilmanowitsch | 3:26,67 min |